# Adam Rothenberg
Pour les articles homonymes, voir Rothenberg (homonymie).
Adam Rothenberg, né le 20 juin 1975 à Tenafly, New Jersey est un acteur américain de cinéma et de télévision.
Il est connu pour le rôle du capitaine Homer Jackson/Matthew Judge dans la série Ripper Street (2012-2014) sur BBC One.

## Biographie
Adam Rothenberg est né le 20 juin 1975 à Tenafly, New Jersey. Ses parents sont Gillian et Kenneth Rothenberg. Il a deux frères et trois sœurs.
Il sert dans l'armée américaine de 1996 à 1997 en Allemagne. Il étudie à l'Acting Studio de New York.
Il est marié depuis 2021 à l'actrice Charlene McKenna.

## Carrière
Il fait ses débuts à la télévision en 2003 lors d'un épisode de la série Le Justicier de l'ombre. L'année suivante, il joue dans The Jury.
Il débute au cinéma en 2008, où il joue aux côtés de Katie Holmes, Diane Keaton et Ted Danson dans Mad Money de Callie Khouri, ainsi que dans le film Tennessee d'Aaron Woodley. Cette même année, il obtient un rôle dans Bella et ses ex, mais la série est annulée après une courte saison, faute d'audiences.
En 2010, il apparaît dans des épisodes de Dr House et New York, section criminelle.
De 2012 à 2016, il joue dans la série anglaise Ripper Street.
En 2013, il est présent dans The Immigrant de James Gray avec Marion Cotillard, Joaquin Phoenix et Jeremy Renner.
En 2018, il joue dans la première saison de Castle Rock, adapté du roman homonyme de Stephen King.
En 2021, il tourne deux fois aux côtés de Tahar Rahim, dans la mini-série Le Serpent et le film Désigné coupable. L'année suivante, il rejoint le casting de la dernière saison d'Ozark.

## Filmographie

### Cinéma

#### Longs métrages
- 2008 : Mad Money de Callie Khouri : Bob Truman
- 2008 : Tennessee d'Aaron Woodley : Carter
- 2009 : Under New Management de Joe Otting : Mark Boyd
- 2011 : The Dish and the Spoon d'Alison Bagnall : Le mari
- 2013 : The Immigrant de James Gray : Officier DeKeiffer
- 2021 : Désigné coupable (The Mauritanian) de Kevin Macdonald : Santiago

#### Courts métrages
- 2001 : Cruise Control de Lawrence Ferber : Le patron
- 2003 : Coyote Beach de Markus Griesshammer : L'homme
- 2004 : Instinct Theory d'Andrew Sterling : L'homme
- 2008 : Horsefingers 3 : Starfucker de Kirsten Kearse : Lem

### Télévision

#### Séries télévisées
- 2003 : Le Justicier de l'ombre (Hack) : Greg
- 2004 : The Jury : Chris Benini
- 2006 : Misconceptions : Eddie Caprio
- 2008 : New York, police judiciaire : Marty Vance
- 2008 - 2009 : Bella et ses ex (The Ex List) : Augie
- 2010 : Dr House (House M.D) : Taylor (Saison 6, épisode 15)
- 2010 : New York, section criminelle (Law and Order : Criminal Intent) : Henry Di Piano
- 2011 : Person of Interest : Andrew Benton
- 2012 : Alcatraz : Johnny McKee
- 2012 : Elementary : Liam Danow
- 2012 - 2016 : Ripper Street : Capitaine Homer Jackson / Matthew Judge
- 2014 : The Divide : Danny
- 2018 : Castle Rock : Révérend Matthew Deaver
- 2018 : Dietland : Dominic O'Shea
- 2019 : Orange Is the New Black : Mr. Doggett
- 2021 : Le Serpent (The Serpent) : Gilbert Redland
- 2022 : Ozark : Mel Sattem